# Bocchoris gueyraudi
Espèce
Bocchoris gueyraudi est une espèce de lépidoptères de la famille des Crambidae.
Elle est endémique de La Réunion.